# Список перейменованих вулиць Василькова

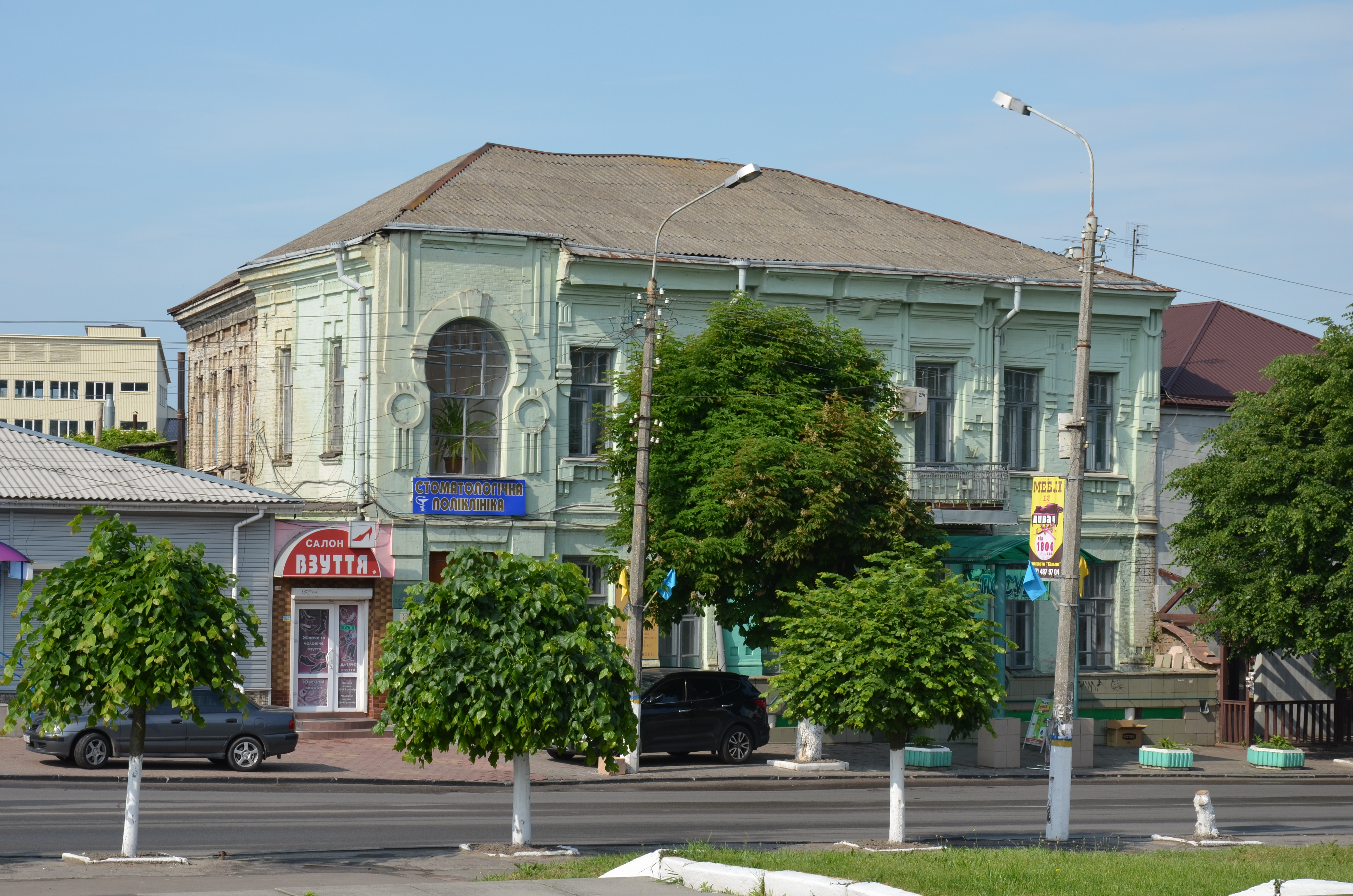

Список перейменованих вулиць Василькова — список попередніх і нових назв вулиць, провулків, інших об'єктів міста Васильків Обухівського району Київщини, перейменування яких відбулося в процесі декомунізації, дерусифікації тощо.

## 19 лютого 2016 року
У рамках кампанії декомунізації, 19 лютого 2016 року у Василькові перейменовано 53 вулиці та провулки, які було названо на честь комуністичних діячів або подій.

### Список перейменованих вулиць (провулків)
| №   | Попередні назви вулиць і провулків      | Нові (від лютого 2016 р.) назви вулиць і провулків     |
| --- | --------------------------------------- | ------------------------------------------------------ |
| 1.  | Будьонного вулиця                       | Волошкова вулиця                                       |
| 2   | Будьонного провулок                     | Волошковий провулок                                    |
| 3   | Ворошилова вулиця                       | Івана Мазепи вулиця                                    |
| 4   | Ворошилова провулок                     | Івана Мазепи провулок                                  |
| 5   | Макса Гельца вулиця (правильно Гьольца) | Романтична вулиця                                      |
| 6   | Дзержинського вулиця                    | Софіївська вулиця                                      |
| 7   | Дзержинського провулок                  | Софіївський провулок                                   |
| 8   | Калініна провулок                       | Квітки-Основ'яненка провулок                           |
| 9   | Кірова вулиця                           | Патріотична вулиця                                     |
| 10  | Колгоспна вулиця                        | Княжа вулиця                                           |
| 11  | Колгоспний провулок                     | Княжий провулок                                        |
| 12  | Комінтерну вулиця                       | Гончарна вулиця                                        |
| 13  | Котовського вулиця                      | Пилипа Орлика вулиця                                   |
| 14  | Куйбишева вулиця                        | Юрія Литвина вулиця                                    |
| 15  | Сергія Лазо вулиця                      | Сергія Шамрая вулиця                                   |
| 16  | Сергія Лазо провулок                    | Сергія Шамрая провулок                                 |
| 17  | Карла Лібкнехта вулиця                  | Миру вулиця                                            |
| 18  | Луначарського вулиця                    | Покровська вулиця                                      |
| 19  | Рози Люксембург вулиця                  | Преображенська вулиця                                  |
| 20  | Рози Люксембург провулок                | Преображенський провулок                               |
| 21  | Мопровський провулок                    | Дачний провулок                                        |
| 22  | Паризької Комуни вулиця                 | Небесної Сотні вулиця (правильно Небесної сотні)       |
| 23  | Пархоменка вулиця                       | Олександра Лістрового вулиця                           |
| 24  | Петровського вулиця                     | Козацька вулиця                                        |
| 25  | Петровського провулок                   | Козацький провулок                                     |
| 26  | Радгоспівська вулиця                    | Вільна вулиця                                          |
| 27  | Радгоспівський провулок                 | Вільний провулок                                       |
| 28  | Радянський провулок                     | Середи Валерія провулок                                |
| 29  | Січневого повстання вулиця              | Січових стрільців вулиці (правильно Січових Стрільців) |
| 30  | Урицького вулиця                        | Чорновола В. вулиця                                    |
| 31  | Фрунзе вулиця                           | Гетьмана Сагайдачного вулиця                           |
| 32  | Фрунзе провулок                         | Гетьмана Сагайдачного провулок                         |
| 33  | Чапаєва вулиця                          | Князя Ігоря вулиця                                     |
| 34  | Чапаєва провулок                        | Князя Ігоря провулок                                   |
| 35  | Червоний, 1-й провулок                  | Княгині Ольги провулок                                 |
| 36  | Червоний, 2-й провулок                  | Князя Святослава провулок                              |
| 37  | Червоноармійський провулок              | Гетьманський провулок                                  |
| 38  | Червонопартизанський провулок           | Замковецький провулок                                  |
| 39  | Червонофлотська вулиця                  | Джерельна вулиця                                       |
| 40  | Червонофлотська провулок                | Джерельний провулок                                    |
| 41  | Юних комунарів вулиця                   | Горської Алли вулиця                                   |
| 42  | Юних комунарів провулок                 | Горської Алли провулок                                 |
| 43  | 40-річчя Жовтня вулиця                  | Ситника Михайла вулиця                                 |
| 44  | 40-річчя Жовтня провулок                | Ситника Михайла провулок                               |
| 45  | Червоногвардійський провулок            | Ярослава Мудрого провулок                              |
| 46  | Народовольців провулок                  | Зарічний провулок                                      |
| 47  | Горького провулок                       | Кобилянської Ольги провулок                            |
| 48  | Петровського, 2-й провулок              | Козацький, 2-й провулок                                |
| 49  | Петровського, 3-й провулок              | Козацький, 3-й провулок                                |
| 50. | Корчагіна вулиця                        | Березова вулиця                                        |
| 51. | Профінтерна вулиця                      | Митрополита Андрея Шептицького вулиця                  |
| 52. | Островського вулиця                     | Юрія Скляра вулиця                                     |
| 53. | Островського провулок                   | Юрія Скляра провулок                                   |

## 6 вересня 2022 року
У рамках процесу дерусифікації, 6 вересня 2022 року, на засідання сесії Васильківської міської ради VIII скликання ухвалено рішення про перейменування вулиць Василькова та навколишніх сіл міської громади. Загалом було перейменовано 128 вулиць та провулків.

### Список перейменованих вулиць (провулків)[2]
| №  | Попередні назви вулиць і провулків | Нові назви вулиць і провулків     |
| -- | ---------------------------------- | --------------------------------- |
|    | Місто Васильків                    |                                   |
| 1  | Полководця Боженка вулиця          | Кленова вулиця                    |
| 2  | Бурки вулиця                       | Весняна вулиця                    |
| 3  | Бурки провулок                     | Весняний провулок                 |
| 4  | Ватутіна вулиця                    | Незламна вулиця                   |
| 5  | Володимира Винниченка вулиця       | Добросусідська вулиця             |
| 6  | Гагаріна вулиця                    | Шкільна вулиця                    |
| 7  | Гастелло вулиця                    | Бузкова вулиця                    |
| 8  | Гастелло провулок                  | Бузковий провулок                 |
| 9  | Головачова вулиця                  | Трипільська вулиця                |
| 10 | Дніпрельстан вулиця                | Відродження вулиця                |
| 11 | Дніпрельстан, 1-й провулок         | Відродження, 1-й провулок         |
| 12 | Заводська вулиця                   | Шовковична вулиця                 |
| 13 | Кітченка вулиця                    | Світла вулиця                     |
| 14 | Комарова провулок                  | Європейський провулок             |
| 15 | Комарова вулиця                    | Вартових неба вулиця              |
| 16 | Комунальний провулок               | Єдності провулок                  |
| 17 | Короленка вулиця                   | Ясна вулиця                       |
| 18 | Зої Космодемьянської провулок      | Радісний провулок                 |
| 19 | Миколи Костомарова вулиця          | Лебедина вулиця                   |
| 20 | Кошмана провулок                   | Варшавський провулок              |
| 21 | Кошмана вулиця                     | Варшавська вулиця                 |
| 22 | Олега Кошового вулиця              | Вишнева вулиця                    |
| 23 | Кривова вулиця                     | Тиха вулиця                       |
| 24 | Івана Кудрі вулиця                 | Сунична вулиця                    |
| 25 | Культосвітний провулок             | Мистецький провулок               |
| 26 | Курчатова провулок                 | Героя України Гончаренка провулок |
| 27 | Леваневського вулиця               | Полянська вулиця                  |
| 28 | Леваневського провулок             | Полянський провулок               |
| 29 | Лермонтова вулиця                  | Паркова вулиця                    |
| 30 | Лермонтова провулок                | Парковий провулок                 |
| 31 | Ломоносова вулиця                  | Живописна вулиця                  |
| 32 | Матросова провулок                 | Мальовничий провулок              |
| 33 | Матросова вулиця                   | Мальовнича вулиця                 |
| 34 | Маяковського вулиця                | Творча вулиця                     |
| 35 | Маяковського провулок              | Творчий провулок                  |
| 36 | Метельова вулиця                   | Журавлина вулиця                  |
| 37 | Метельова провулок                 | Журавлиний провулок               |
| 38 | Механізаторів вулиця               | Заможна вулиця                    |
| 39 | Мічуріна провулок                  | Медовий провулок                  |
| 40 | Мічуріна вулиця                    | Медовий вулиця                    |
| 41 | Мічуріна, 1-й провулок             | Медовий, 1-й провулок             |
| 42 | Мічуріна, 2-й провулок             | Медовий, 2-й провулок             |
| 43 | Нахімова вулиця                    | Лілейна вулиця                    |
| 44 | Овражний провулок                  | Яровий провулок                   |
| 45 | Перший Селянський провулок         | 1-й Абрикосовий провулок          |
| 46 | Першотравневий провулок            | Майоліковий провулок              |
| 47 | Поповича провулок                  | Світанковий провулок              |
| 48 | Поповича вулиця                    | Світанкова вулиця                 |
| 49 | Пушкіна вулиця                     | Праведників Світу вулиця          |
| 50 | Пушкіна провулок                   | Праведників Світу провулок        |
| 51 | Республіканська вулиця             | Печерська вулиця                  |
| 52 | Робкорівська вулиця                | Оксамитова вулиця                 |
| 53 | Робочий провулок                   | Писанковий провулок               |
| 54 | Селянська вулиця                   | Абрикосова вулиця                 |
| 55 | Сільбудівська вулиця               | Затишна вулиця                    |
| 56 | Сільбудівський провулок            | Затишний провулок                 |
| 57 | Сількорівська вулиця               | Співоча вулиця                    |
| 58 | Суворова вулиця                    | Трояндова вулиця                  |
| 59 | Суворова провулок                  | Трояндовий провулок               |
| 60 | Терешкової провулок                | Ботанічний провулок               |
| 61 | Терешкової вулиця                  | Ботанічна вулиця                  |
| 62 | Титова вулиця                      | Ялинкова вулиця                   |
| 63 | Тімірязєва вулиця                  | Поетична вулиця                   |
| 64 | Миколи Тітенка провулок            | Паляничний провулок               |
| 65 | Миколи Тітенка вулиця              | Палянична вулиця                  |
| 66 | Льва Толстого вулиця               | Пшенична вулиця                   |
| 67 | Льва Толстого провулок             | Пшеничний провулок                |
| 68 | Тракторна вулиця                   | Каштанова вулиця                  |
| 69 | Тракторний провулок                | Каштановий провулок               |
| 70 | Тракторний, 1-й провулок           | Каштановий, 1-й провулок          |
| 71 | Тракторний, 10-й провулок          | Каштановий, 10-й провулок         |
| 72 | Тракторний, 2-й провулок           | Каштановий, 2-й провулок          |
| 73 | Тракторний, 3-й провулок           | Каштановий, 3-й провулок          |
| 74 | Тракторний, 4-й провулок           | Каштановий, 4-й провулок          |
| 75 | Тракторний, 5-й провулок           | Каштановий, 5-й провулок          |
| 76 | Тракторний, 6-й провулок           | Каштановий, 6-й провулок          |
| 77 | Тракторний, 7-й провулок           | Каштановий, 7-й провулок          |
| 78 | Тургенєва провулок                 | Липовий провулок                  |
| 79 | Тургенєва вулиця                   | Липова вулиця                     |
| 80 | Хасанівський провулок              | Горіховий провулок                |
| 81 | Хохрякова провулок                 | Історичний провулок               |
| 82 | Хохрякова вулиця                   | Історична вулиця                  |
| 83 | Челюскінців вулиця                 | Родинна вулиця                    |
| 84 | Черняховського вулиця              | Героя України Бринжали вулиця     |
| 85 | Чехова вулиця                      | Мужності вулиця                   |
| 86 | Чехова провулок                    | Мужності провулок                 |
| 87 | Чкалова вулиця                     | Доброти вулиця                    |
| 88 | Чкалова провулок                   | Доброти провулок                  |
| 89 | Юнкорівський провулок              | Левадний провулок                 |
| 90 | 1-го Травня вулиця                 | Щаслива вулиця                    |
| 91 | Дніпрельстан, 2-й провулок         | Відродження, 2-й провулок         |
| 92 | Польова вулиця                     | Героя України Єрка вулиця         |
|    | Село Барахти                       |                                   |
| 1  | Тракторна вулиця                   | Щаслива вулиця                    |
|    | Село Велика Вільшанка              |                                   |
| 1  | Ватутіна вулиця                    | Княжа вулиця                      |
| 2  | Гагаріна вулиця                    | Зоряна вулиця                     |
| 3  | Колгоспна вулиця                   | Вільшанська вулиця                |
| 4  | Комарова вулиця                    | Світанкова вулиця                 |
| 5  | Лещенка вулиця                     | Доброти вулиця                    |
| 6  | Чкалова вулиця                     | Трояндова вулиця                  |
|    | Село Тростинка                     |                                   |
| 1  | Комарова вулиця                    | Вишнева вулиця                    |
| 2  | Гагаріна вулиця                    | Васильківська вулиця              |
| 3  | 1-го Травня вулиця                 | Калинова вулиця                   |
|    | Село Червоне                       |                                   |
| 1  | Горького вулиця                    | Зоряна вулиця                     |
| 2  | Гагаріна вулиця                    | Сонячна вулиця                    |
|    | Село Червоне Поле                  |                                   |
| 1  | Ватутіна вулиця                    | Медова вулиця                     |
| 2  | Кошового вулиця                    | Абрикосова вулиця                 |
|    | Село Погреби                       |                                   |
| 1  | Попельних вулиця                   | Зоряна вулиця                     |
| 2  | Ватутіна вулиця                    | Барахтянська вулиця               |
| 3  | Гагаріна вулиця                    | Космічна вулиця                   |
| 4  | 40 років Перемоги вулиця           | Перемоги вулиця                   |
| 5  | Пушкіна провулок                   | Доброти провулок                  |
|    | Село Заріччя                       |                                   |
| 1  | Першотравнева вулиця               | Весняна вулиця                    |
|    | Село Кодаки                        |                                   |
| 1  | О. Мудрого вулиця                  | Ярослава Мудрого вулиця           |
| 2  | Мічуріна вулиця                    | Медова вулиця                     |
| 3  | Ломоносова вулиця                  | Живописна вулиця                  |
|    | Село Велика Бугаївка               |                                   |
| 1  | Гагаріна вулиця                    | Космонавтів вулиця                |
| 2  | Горького вулиця                    | Лелеча вулиця                     |
| 3  | Кошмана К. Я. вулиця               | Кошмана вулиця                    |
|    | Село Митниця                       |                                   |
| 1  | 1-го Травня вулиця                 | Миру вулиця                       |
| 2  | Гагаріна вулиця                    | Лесі Українки вулиця              |
|    | Село Застугна                      |                                   |
| 1  | Лермонтова провулок                | Джерельний провулок               |
|    | Село Кулибаба                      |                                   |
| 1  | Першотравнева вулиця               | Зоряна вулиця                     |
| 2  | Першотравневий провулок            | Зоряний провулок                  |
|    | Село Зозулі                        |                                   |
| 1  | Гагаріна вулиця                    | Солов'їна вулиця                  |
|    | Село Здорівка                      |                                   |
| 1  | Пушкінська вулиця                  | Бузкова вулиця                    |
|    | Село Яцьки                         |                                   |
| 1  | Поповича вулиця                    | Сонячна вулиця                    |
| 2  | Мічуріна вулиця                    | Садова вулиця                     |
| 3  | Больнічна вулиця                   | Лісова вулиця                     |